# Era (Musikprojekt)
Era (häufige Schreibweisen: ERA und eRa, Abkürzung für „Eminential Rhythm of the Ancestors“) ist eine Band des französischen Musikers Éric Lévi, eines ehemaligen Mitglieds der Glam-Rock-Gruppe Shakin’ Street. Weiterhin zu den Musikern zählen unter anderem auch Daryl Stuermer, Chester Thompson und Leland Sklar, die für ihre langjährige Zusammenarbeit mit Genesis und Phil Collins bekannt geworden sind. Die Band verkaufte weltweit mehr als zwölf Millionen Tonträger.

## Werdegang und Musikstil
Die Texte enthalten außer englischen Versen oft Passagen in einer erfundenen Sprache, die dem Lateinischen ähnelt, oder sind ausschließlich in dieser erfundenen Sprache abgefasst.
Ihre Musik hat Züge aus den Bereichen der klassischen Musik, der Oper sowie des Gregorianischen Chorals. Ihre Musik wurde im Soundtrack des französischen Films Die Besucher und im Film Driven verwendet. Das Lied Ameno wird in Australien in den „The Power of Yes“-Reklameanzeigen der Firma Optus Telecommunication genutzt. Die Band hat mehr als drei Millionen Alben verkauft. Berühmt ist Era bei den Mixed-Martial-Arts-Fans auch wegen ihres Lieds Enae Volare Mezzo, des Themalieds von Fjodor Jemeljanenko. Bei ihren Live-Konzerten tragen sie häufig Mittelalterkleidung und Rüstungen.
Das erste Album, inspiriert von Interpreten wie Enya oder Vangelis und stark an das erste Album von Enigma erinnernd, war ein großer Erfolg durch das Zusammenspiel mit Gregorianischen Chören, antiken Klängen und Synthesizern. In der Musik, die zum New-Age-Genre gehörig eingestuft werden könnte, werden insbesondere Symbole des Religiösen eingesetzt.
Mit dem Titel The Champions des Albums The Mass steuerte Era die Eröffnungshymne zur Fußball-Weltmeisterschaft 2002 in Südkorea und Japan bei. Im November 2017 wurde nach einer längeren Pause das neue Album The 7th Sword veröffentlicht.

## Diskografie

### Alben
| Jahr | Titel                | Höchstplatzierung, Gesamtwochen, AuszeichnungChartplatzierungen (Jahr, Titel, Platzierungen, Wochen, Auszeichnungen, Anmerkungen) | Höchstplatzierung, Gesamtwochen, AuszeichnungChartplatzierungen (Jahr, Titel, Platzierungen, Wochen, Auszeichnungen, Anmerkungen) | Höchstplatzierung, Gesamtwochen, AuszeichnungChartplatzierungen (Jahr, Titel, Platzierungen, Wochen, Auszeichnungen, Anmerkungen) | Höchstplatzierung, Gesamtwochen, AuszeichnungChartplatzierungen (Jahr, Titel, Platzierungen, Wochen, Auszeichnungen, Anmerkungen) | Anmerkungen |
| Jahr | Titel                | DE | AT | CH | FR | Anmerkungen |
| ---- | -------------------- | --- | --- | --- | --- | ----------- |
| 1996 | Era                  | DE2 Platin · (40 Wo.)DE | AT41 (2 Wo.)AT | CH2 ×3Dreifachplatin · (77 Wo.)CH                                                                                                 | FR1 Diamant · (148 Wo.)FR |             |
| 2000 | Era II               | DE12 (13 Wo.)DE | AT23 (5 Wo.)AT | CH4 Gold · (25 Wo.)CH | FR2 Platin · (45 Wo.)FR |             |
| 2000 | The Legend           | — | — | — | FR65 (2 Wo.)FR | Kompilation |
| 2003 | The Mass             | DE53 (3 Wo.)DE | AT17 (7 Wo.)AT | CH2 Platin · (26 Wo.)CH | FR4 Platin · (78 Wo.)FR |             |
| 2004 | The Very Best of Era | — | — | CH— GoldCH | FR— PlatinFR | Kompilation |
| 2008 | Reborn               | — | — | — | FR6 (57 Wo.)FR |             |
| 2009 | Classics             | — | — | — | FR3 Platin · (60 Wo.)FR |             |
| 2010 | Classics II          | — | — | — | FR14 (30 Wo.)FR |             |
| 2013 | Arielle Dombasle     | — | — | — | FR18 (10 Wo.)FR |             |
| 2017 | The 7th Sword        | — | — | CH98 (1 Wo.)CH | FR42 (7 Wo.)FR |             |

Weitere Alben
- 2010: The Essential (FR: Gold)

### Boxsets
| Jahr | Titel                         | Höchstplatzierung, Gesamtwochen, AuszeichnungChartplatzierungen (Jahr, Titel, Platzierungen, Wochen, Auszeichnungen, Anmerkungen) | Höchstplatzierung, Gesamtwochen, AuszeichnungChartplatzierungen (Jahr, Titel, Platzierungen, Wochen, Auszeichnungen, Anmerkungen) | Höchstplatzierung, Gesamtwochen, AuszeichnungChartplatzierungen (Jahr, Titel, Platzierungen, Wochen, Auszeichnungen, Anmerkungen) | Höchstplatzierung, Gesamtwochen, AuszeichnungChartplatzierungen (Jahr, Titel, Platzierungen, Wochen, Auszeichnungen, Anmerkungen) | Anmerkungen |
| Jahr | Titel                         | DE | AT | CH | FR | Anmerkungen |
| ---- | ----------------------------- | --- | --- | --- | --- | ----------- |
| 2002 | 2cd originaux: Era I / Era II | — | — | — | FR102 (2 Wo.)FR |             |
| 2010 | Reborn / Classics             | — | — | — | FR187 (2 Wo.)FR |             |

### Singles
| Jahr | Titel Album           | Höchstplatzierung, Gesamtwochen, AuszeichnungChartplatzierungen (Jahr, Titel, Album, Platzierungen, Wochen, Auszeichnungen, Anmerkungen) | Höchstplatzierung, Gesamtwochen, AuszeichnungChartplatzierungen (Jahr, Titel, Album, Platzierungen, Wochen, Auszeichnungen, Anmerkungen) | Höchstplatzierung, Gesamtwochen, AuszeichnungChartplatzierungen (Jahr, Titel, Album, Platzierungen, Wochen, Auszeichnungen, Anmerkungen) | Höchstplatzierung, Gesamtwochen, AuszeichnungChartplatzierungen (Jahr, Titel, Album, Platzierungen, Wochen, Auszeichnungen, Anmerkungen) | Anmerkungen |
| Jahr | Titel Album           | DE | AT | CH | FR | Anmerkungen |
| ---- | --------------------- | --- | --- | --- | --- | ----------- |
| 1997 | Ameno Era             | DE12 (22 Wo.)DE | — | — | FR5 (24 Wo.)FR |             |
| 1997 | Mother Era            | — | — | — | FR38 (5 Wo.)FR |             |
| 1998 | Enae volare mezzo Era | — | — | — | FR45 (11 Wo.)FR |             |

Weitere Singles
- 2003: The Mass
- 2003: Don’t You Forget

## Auszeichnungen für Musikverkäufe
| Silberne Schallplatte - Portugal - 2004: für das Album The Very Best of Era Goldene Schallplatte - Argentinien - 2000: für das Album Era II - Belgien - 1997: für die Single Ameno - 2000: für das Album Era II - 2010: für das Album Classics - Dänemark - 1998: für das Album Era - Italien - 2003: für das Album The Mass - Kanada - 1999: für das Album Era - Mexiko - 2000: für das Album Era II - 2006: für das Album The Very Best of Era - Russland - 2008: für das Album Reborn - Spanien - 1998: für das Album Era - Südafrika - 2003: für das Album The Mass | 2× Goldene Schallplatte - Mexiko - 1999: für das Album Era Platin-Schallplatte - Belgien - 1997: für das Album Era - Finnland - 1998: für das Album Era - Niederlande - 1998: für das Album Era - Polen - 1998: für das Album Era - 1998: für die Single Ameno - Tschechien - 1998: für das Album Era 2× Platin-Schallplatte - Argentinien - 1998: für das Album Era - Europa - 1998: für das Album Era - Norwegen - 1998: für das Album Era - Schweden - 1998: für das Album Era |

Anmerkung: Auszeichnungen in Ländern aus den Charttabellen bzw. Chartboxen sind in ebendiesen zu finden.
| Land/RegionAuszeichnungen für Musikverkäufe (Land/Region, Auszeichnungen, Verkäufe, Quellen) | Silber  | Gold       | Platin       | Diamant  | Verkäufe    | Quellen                                                     |
| -------------------------------------------------------------------------------------------- | ------- | ---------- | ------------ | -------- | ----------- | ----------------------------------------------------------- |
| Argentinien (CAPIF)                                                                          | —       | Gold1      | 2× Platin2   | —        | 150.000     | capif.org.ar (Memento vom 6. Juli 2011 im Internet Archive) |
| Belgien (BRMA)                                                                               | —       | 3× Gold3   | Platin1      | —        | 115.000     | ultratop.be                                                 |
| Dänemark (IFPI)                                                                              | —       | Gold1      | —            | —        | 25.000      | Einzelnachweise                                             |
| Deutschland (BVMI)                                                                           | —       | —          | Platin1      | —        | 500.000     | musikindustrie.de                                           |
| Europa (IFPI)                                                                                | —       | —          | 2× Platin2   | —        | (2.000.000) | ifpi.org (Memento vom 15. Oktober 2013 im Internet Archive) |
| Finnland (IFPI)                                                                              | —       | —          | Platin1      | —        | 52.717      | ifpi.fi                                                     |
| Frankreich (SNEP)                                                                            | —       | Gold1      | 4× Platin4   | Diamant1 | 2.050.000   | infodisc.fr snepmusique.com                                 |
| Italien (FIMI)                                                                               | —       | Gold1      | —            | —        | 50.000      | Einzelnachweise                                             |
| Kanada (MC)                                                                                  | —       | Gold1      | —            | —        | 50.000      | musiccanada.com                                             |
| Mexiko (AMPROFON)                                                                            | —       | 4× Gold4   | —            | —        | 275.000     | amprofon.com.mx                                             |
| Niederlande (NVPI)                                                                           | —       | —          | Platin1      | —        | 100.000     | nvpi.nl                                                     |
| Norwegen (IFPI)                                                                              | —       | —          | 2× Platin2   | —        | 100.000     | ifpi.no (Memento vom 5. November 2012 im Internet Archive)  |
| Polen (ZPAV)                                                                                 | —       | —          | 2× Platin2   | —        | 200.000     | olis.pl                                                     |
| Portugal (AFP)                                                                               | Silber1 | —          | —            | —        | 10.000      | Einzelnachweise                                             |
| Russland (NFPF)                                                                              | —       | Gold1      | —            | —        | 10.000      | 2m-online.ru                                                |
| Schweden (IFPI)                                                                              | —       | —          | 2× Platin2   | —        | 160.000     | sverigetopplistan.se                                        |
| Schweiz (IFPI)                                                                               | —       | 2× Gold2   | 4× Platin4   | —        | 235.000     | hitparade.ch                                                |
| Spanien (Promusicae)                                                                         | —       | Gold1      | —            | —        | 50.000      | elportaldemusica.es                                         |
| Südafrika (RISA)                                                                             | —       | Gold1      | —            | —        | 25.000      | Einzelnachweise                                             |
| Tschechien (IFPI)                                                                            | —       | —          | Platin1      | —        | 50.000      | Einzelnachweise                                             |
| Insgesamt                                                                                    | Silber1 | 17× Gold17 | 23× Platin23 | Diamant1 |             |                                                             |